# Charles Patenaude
Pour les articles homonymes, voir Patenaude.
 (juin 2022).
Si vous disposez d'ouvrages ou d'articles de référence ou si vous connaissez des sites web de qualité traitant du thème abordé ici, merci de compléter l'article en donnant les références utiles à sa vérifiabilité et en les liant à la section « Notes et références ».
Charles Patenaude est un personnage de fiction de la série télévisée québécoise Dans une galaxie près de chez vous, et interprété par Guy Jodoin,. On apprend dans l'épisode « La Liste » qu'il est le numéro 3 : le 3e membre d'équipage le plus important derrière Mirabella et Bob.

## Description

### Physique
De taille moyenne, le capitaine a les cheveux blonds très courts, à ras, avec une tête plutôt ronde. D'apparence assez mince, il n'est pas très musclé, à la déception de Valence, celle qu'il aime. Il porte presque toujours son uniforme rouge à zipper noir, avec des bandelettes sur les épaules pour prouver son autorité. 

### Psychologique
Il est courageux et juste. C'est le leader du Romano Fafard, le porteur de la mission. Il est parfois colérique et constitue un piètre orateur, incapable de prononcer le nom de Serge, leur robot, trébuchant dans les proverbes et déformant les dictons, à preuve son fameux « Après la pluie... le gazon est mouillé! » ou encore « La nuite porte... de garage! »; il s'est montré parfois aussi assez orgueilleux; lorsque Brad lui apprend dans l'épisode « Le Destin » qu'il finira sa vie comme pompiste, il fond en larmes.

## Relations avec les autres personnages
- Valence Leclerc: Elle est la psychologue du vaisseau, et Charles en est follement amoureux. Mais leur relation semble assez floue, parfois bien proche, parfois très distante. Quand ils s'aiment pour de bon, leur amour reste secret durant une partie de la série.

- Brad Spitfire: Il est le scientifique du vaisseau. Tout le monde le déteste, et Charles aussi. Leur relation est tendu, mais Patenaude est obligé de le garder à bord, faute d'autre scientifique. Il sauve tout le monde plusieurs fois au cours de la série, et deux des fois, personne d'autre que lui ne s'en souvient. Il a toujours voulu être danseur de ballet, il n'a jamais voulu être un scientifique.

- Flavien Bouchard: Il est le Technicien de communication du vaisseau. Charles le considère comme un frère, ou un fils ; leur relation d'amitié est très forte, et ils ne se le cachent pas. Il est à moitié extraterrestre grâce à son père.

- Bob Dieudonné-Marcelin: Il est le pilote du vaisseau. Avec Charles, la relation est plutôt confuse. On parle rarement d'eux. Toutefois, ils partent souvent en mission l'un avec l'autre, ce qui prouve une certaine amitié. Le capitaine le trouve souvent pathétique de tant manger. Son véritable nom est Gaetan, il l'explique au gars dans l'épisode La guerre des sexes. Sa mère qui s'appelle Bob, il est classé comme étant le membre le plus important de l'équipage selon l'épisode La liste. Il est même le Jet d'ail car il possède la force de l'esprit.

- Pétrolia Parenteau Stanislavski: Elle est la seule médecin du vaisseau. Le capitaine la trouve souvent gaffeuse, et il qualifie son travail de faible et non nécessaire. Malgré tout, ils s'entendent bien.

- Serge 1, 2, 3, 4, 5, 6, 7, 8…19: Il est le robot à tout faire et défenseur du vaisseau. Entre lui et le capitaine, on peut percevoir un esprit de franche-camaraderie. Charles le trouve aussi très travaillant, et constructif.

### Avec les autres personnages
Falbo Gotta et Mirabella Romario n'ayant été présents que durant une seule saison, il est impossible d'établir une véritable relation entre eux deux et le capitaine. On peut toutefois croire, vu la grande ressemblance avec Flavien et Pétrolia, que ceux-ci étaient perçus de la même manière face à Charles.

## Autres informations
- Depuis qu'il est en fonction, il ne dort plus et est donc très difficile à anesthésier lors de chirurgie.

- Il aurait aimé être humoriste, mais la plupart de ses blagues ne font rire personne. Sauf Flavien et Valence à l'occasion.

- Lorsque le vaisseau subit des secousses, étrangement il ne les sent pas et reste sur place, ce qui n'est pas le cas pour les autres membres d'équipage.